# Тибана, Тёсин

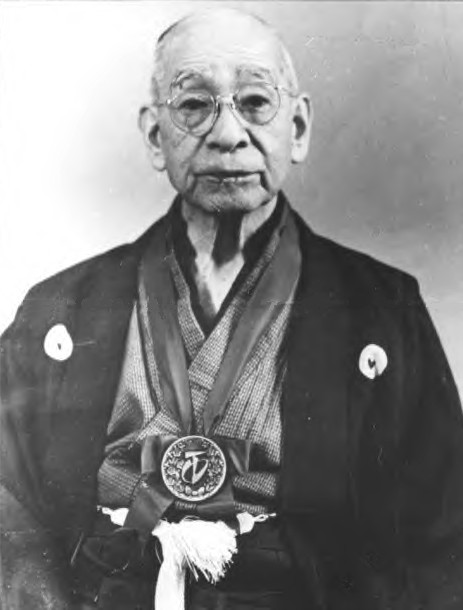
Тёсин Тибана, основатель Сёрин-рю карате

Тёсин Тибана (яп. 知花 朝信, ちばな ちょうし - Тибана, Тёсин: 5 июня 1885 – 26 февраля 1969) — окинавский мастер боевых искусств, разработавший стиль карате Сёрин-рю, основанный на том, чему он обучился у Анко Итосу. Он был последним довоенным мастером карате, пережившим Вторую мировую войну. Он так же первым в 1928 году использовал японское название для своей окинавской школы, назвав её "Сёрин-рю" (小林流, произносится также как Кобаяси-рю).